# Grammoechus ligatus
Grammoechus ligatus là một loài bọ cánh cứng trong họ Cerambycidae.